# Poli(3-hidroksibutirat) depolimeraza
Poli(3-hidroksibutirat) depolimeraza (EC 3.1.1.75, PHB depolimeraza, poli(3HB) depolimeraza, poli((R)-hidroksialkanoinska kiselina) depolimeraza, poli(HA) depolimeraza, poli(HASCL) depolimeraza, poli((R)-3-hidroksibutirat) hidrolaza) je enzim sa sistematskim imenom poli((R)-3-hidroksibutanoat) hidrolaza. Ovaj enzim katalizuje sledeću hemijsku reakciju
[()-3-hidroksibutanoat] + 2O {\displaystyle \rightleftharpoons } [()-3-hidroksibutanoat]-x + [()-3-hidroksibutanoat]x; x = 1-5
Ova reakcija se takođe odvija sa estrima drugih kratkolančanih (C1-C5) hidroksialkanoinskih kiselina (HA).

## Literatura
- Nicholas C. Price; Lewis Stevens (1999). Fundamentals of Enzymology: The Cell and Molecular Biology of Catalytic Proteins (Third изд.). USA: Oxford University Press. ISBN 019850229X.
- Eric J. Toone (2006). Advances in Enzymology and Related Areas of Molecular Biology, Protein Evolution (Volume 75 изд.). Wiley-Interscience. ISBN 0471205036.
- Branden C; Tooze J. Introduction to Protein Structure. New York, NY: Garland Publishing. ISBN 0-8153-2305-0.
- Irwin H. Segel. Enzyme Kinetics: Behavior and Analysis of Rapid Equilibrium and Steady-State Enzyme Systems (Book 44 изд.). Wiley Classics Library. ISBN 0471303097.

## Spoljašnje veze
- Poly(3-hydroxybutyrate)+depolymerase на 